# Телепатија
Телепатија је наводни утицај духа A на дух В, независно од обичних пет чула. У обичном животу да би A знао шта одсутни В ради, потребно је да од њега добије вест путем: поште, телефона, радија, и сл. или да види неког, који га је тек видео. Али у случајевима телепатије A може дознати шта В ради не помоћу побројаних начина општења, већ непосредно, без икаквих помоћи са стране. Тада дух В утиче на дух А, или другим речима, предаја мисли се врши тако, да се мисао В објективира у мозгу А, те овај прима халуцинаторну форму, Ако узмемо пример, да В умире - он се на самртном часу сећа A, који му је најбољи пријатељ. Све су његове мисли на самртном одру концентрисане на А, код кога се тада јавља халуцинација: A види В или чује његов глас!

О томе како је могао умирући В утицати на A, данашња наука се често позива на мождану емисију, „индукциону струју”, сличну електричној; „етерну вибрацију”, која из једног мозга долази до другог. Поборници телепатије сматрају да мозак „емитује вибрације сличне радио вибрацијама” вероватно зато што нису још чули за квантну механику и на квантномеханички концепт упетљавања. Овај став присталица телепатије представља типично становиште псеудонауке.
Сви случајеви телепатије своде се на спорадичне епизоде чији се значај преувеличава преко сваке мере. Нормално ради се о догађајима који су свима познати и о којима се накнадно испредају разне приче. Тако се као један од случајева телепатије наводи онај који је „чув. француски научник” Шарл Рише сам посматрао 1903. године. То је случај госпође Р, која је 28. маја 1903. године у 10 1/2 часова увече, у хипнотичком стању у које је он ставио са своја два пријатеља, — видела из Париза убиство краљице Драге и краља Александра, које се у истом том тренутку одиграло у Београду.

Нико од присутних, каже Рише, није ни слутио o некој завери у Београду, нити је знао за име краљице Драге.
Енглеско Друштво за испитивање психичких појава урадило је много на прикупљању и испитивању ових чудних феномена (рад: Phaniasmus of the living). Оно је документовано описало разне случајеве телепатије, нарочито случајеве, где се умирући на велике даљине јављају свом најближем сроднику или пријатељу.

Свакако чињеница непосредног уплива на даљину (названа телепатска) показују власт наше душе над пространством те емпиријски потврђују и мисао Канта, који је рекао: „Ми нисмо у пространству, већ обрнуто: пространство је у нама.”

Противници метапсихичких појава наводе, да су се телепатске појаве „случајно” обистиниле (теорија случајног поклапања, theory of chance — coincidence).
Ево једног типичног псеудонаучног објашњења за појаве које су потпуно субјективне и ван контроле што сигурно нема везе са науком и са објективном реалношћу:
„Међутим поборници метапсихичких појава такво гледиште оспоравају тиме како би такво тврђење имало смисла, кад би телепатија била обична појава. Ако би нпр. сваки сваког дана имао какву халуцинацију, то би се могло десити да се неке и поклопе са одговарајућим објективним фактима, без признања неке нарочите узрочне везе. У самој ствари телепатске халуцинације код здравих људи су врло ретке. Енглези дали су овоме и доказа већ почетком 20. века. Они извршише анкету, па се показа да од 5.705 људи само су њих 21 имали у свом животу халуцинацију вида (и то 19 њих само једном у животу, a двоје њих — двапут). Рачунским путем (путем теорије вероватноће) доказаше, да ако би се допустила случајност у свима обистињеним случајевима, онда би цифра ових халуцинација морала изнети на трилионе.”